# Селяхи (Волковысский район)
Селяхи (бел. Селяхі) — деревня в Волковысском районе Гродненской области Беларуси. Входит в состав Субочского сельсовета.

## География
Деревня находится в юго-западной части Гродненской области, при автодороге Н-7017, на расстоянии приблизительно 7 километров (по прямой) к западо-северо-западу от города Волковыск, административного центра района. Абсолютная высота — 183 метра над уровнем моря. Площадь населённого пункта — 0,0598 км².

## История
По состоянию на 1921 год, в колонии Селяхи числилось 49 жителей, проживавших в 6 домах. В этническом составе населения того периода поляки составляли 95,9 %, белорусы — 4,1 %. В конфессиональном составе католики составляли 95,9 % населения деревни, православные христиане — 4,1 %. В административном отношении деревня входила в состав гмины Мстибув Волковысского повета Белостокского воеводства Второй Польской республики.
С 1939 года в БССР.

## Население
По данным переписи 2019 года, в деревне проживал 1 человек.
| Год  | Население, человек |
| ---- | ------------------ |
| 1921 | 49                 |
| 2009 | ↘ 1                |
| 2019 | → 1                |